# Beverly Hills Cop III
Beverly Hills Cop III (bra: Um Tira da Pesada 3; prt: O Caça-Polícias III) é um filme de ação/comédia de 1994, estrelado por Eddie Murphy e dirigido por John Landis, que já havia trabalhado com Murphy em Trading Places (1983) e Coming to America (1988). Foi distribuído pela Paramount Pictures e é a terceira parte da franquia Beverly Hills Cop, iniciada em 1984. Murphy volta a interpretar o detetive de Detroit Axel Foley, que mais uma vez retorna a Beverly Hills e se une ao detetive Billy Rosewood (Judge Reinhold) e seu novo parceiro Jon Flint (Hector Elizondo) para encontrar o assassino de seu chefe, o inspetor Douglas Todd (Gil Hill), e deter uma gangue de falsificadores em um parque de diversões local chamado Wonder World.
O filme apresenta uma série de aparições especiais de personalidades conhecidas do cinema, incluindo Robert B. Sherman, Arthur Hiller, John Singleton, Joe Dante, Barbet Schroeder, Peter Medak, a lenda dos efeitos especiais Ray Harryhausen e o cineasta George Lucas. É o primeiro filme da série a não envolver os produtores Don Simpson e Jerry Bruckheimer, que optaram por não participar da produção devido a divergências orçamentárias, e os atores John Ashton e Ronny Cox, intérpretes de sargento John Taggart e capitão Bogomil, que estavam envolvidos em outros projetos na época.
Beverly Hills Cop III foi lançado em 25 de maio de 1994, e arrecadou US$ 42,6 milhões nos Estados Unidos, e US$ 76,5 milhões nas bilheterias estrangeiras, totalizando US$ 119,2 milhões em todo o mundo. O filme recebeu críticas negativas da crítica e foi considerado por eles e pelo próprio Murphy como o filme mais fraco da trilogia.

## Sinopse
Numa noite em Detroit, durante uma batida policial numa oficina de desmanche de carros, o detetive Axel Foley (Eddie Murphy) vê seu chefe, o inspetor Douglas Todd (Gilbert R. Hill), ser assassinado por um homem bem vestido. Em seu último suspiro, Todd pede a Axel que pegue o homem que atirou nele. Após investigar o caso, Axel encontra várias pistas deixadas pelo assassino, que o levam até  'Wonder World', um famoso parque de diversões temático em Beverly Hills. Lá, Axel reencontra o amigo Billy Rosewood (Judge Reinhold), que agora ocupa um cargo importante  no departamento e tem outro parceiro, Jon Flint (Hector Elizondo), pois John Taggart (visto nos dois primeiros filmes) se aposentou. Axel investiga o parque, cujo proprietário é o querido Tio Dave Thornton (Alan Young), que sente que algo de errado está acontecendo no lugar e pede ajuda a Axel. Ao conhecer Ellis DeWald, o chefe de segurança do parque, Axel o reconhece como o assassino de seu chefe e está disposto a tudo para prender o criminoso, mesmo que sem provas. DeWald, que é tido como um dos maiores benfeitores de Beverly Hills, é na verdade chefe de uma quadrilha que falsifica dinheiro e está querendo tirar Axel do seu caminho.

## Elenco
| Personagem                         | Ator / Atriz      |
| ---------------------------------- | ----------------- |
| Axel Foley                         | Eddie Murphy      |
| Ellis De Wald                      | Timothy Carhart   |
| Det. Sgt. William "Billy" Rosewood | Judge Reinhold    |
| Jon Flint                          | Hector Elizondo   |
| Janice Perkins                     | Theresa Randle    |
| Orrin Sanderson                    | John Saxon        |
| Insp. Douglas Todd                 | Gil Hill          |
| Levine                             | Jon Tenney        |
| Steve Fulbright                    | Stephen McHattie  |
| Tio Dave Thornton                  | Alan Young        |
| Serge                              | Bronson Pinchot   |
| Giolito                            | Joey Travolta     |
| Sra. Todd                          | Hattie Winston    |
| Holloway                           | Lindsay Ginter    |
| Fletch                             | Michael Bowen     |
| Taddeo                             | David Parry       |
| Bobby                              | Fred Asparagus    |
| Snake                              | Louis Lombardi    |
| Kimbrough                          | Gregory McKinney  |
| Rondy                              | Forry Smith       |
| Homem Desapontado                  | George Lucas      |
| Mulher Desapontada                 | Christina Venuti  |
| Lily, a Garçonete                  | Aileen Acain      |
| Bartender                          | Eugene Elman      |
| Dono do Bar                        | Arthur Hiller     |
| Dono do Bar                        | Ray Harryhausen   |
| Dono do Bar                        | Robert B. Sherman |
| Âncora                             | Jerry Dunphy      |

## Música
Uma trilha sonora contendo principalmente música R&B foi lançada em 10 de maio de 1994, pela MCA Records. Alcançou a posição 158 na Billboard 200 e 66 no Top R&B/Hip-Hop Albums. Embora Harold Faltermeyer não tenha retornado para fazer a trilha sonora deste filme, seu co-produtor das entradas anteriores da franquia, Keith Forsey , produziu e co-escreveu uma nova música intitulada "Keep the Peace", interpretada por INXS. No entanto, Nile Rodgers fez um cover de "Axel F" de Faltermeyer em uma versão breakbeat hardcore.
Este é o único filme da série que não traz uma música interpretada por The Pointer Sisters, embora "Neutron Dance" tenha sido usada no trailer do filme; o primeiro filme apresentava a música "Neutron Dance", enquanto o segundo apresentou a música "Be There".

## Recepção
Beverly Hills Cop III foi duramente criticado e atualmente detém uma classificação de 11% no Rotten Tomatoes com base em 56 avaliações. O consenso crítico diz: "Apesar de ser ambientado em um parque de diversões, Beverly Hills Cop III se esquece de se divertir, pois produz violência sem inspiração e piadas estúpidas, com um Eddie Murphy atipicamente letárgico que não ajuda na situação". Já no Metacritic, que atribui uma pontuação normalizada, avaliou-o como 16/100 com base em 15 avaliações, indicando "aversão esmagadora".  Richard Natale da Variety chamou isso de "um retorno à forma de Eddie Murphy" que "perde força antes do fim". Caryn James, do The New York Times, escreveu que o filme foi projetado para ser um ganhador de dinheiro seguro e infalível, mas Murphy interpreta Foley de maneira muito direta. Owen Gleiberman da Entertainment Weekly chamou o desempenho de Murphy de "triste" e "deprimente". 
O filme foi indicado a dois Framboesas de Ouro, para Landis como Pior Diretor e o filme como Pior Remake ou Sequela.

## Sequência
O filme foi um desastre de críticas no mundo todo. A série está engavetada atualmente. Mas, desde 2006 chegou boatos sobre um quarto filme há ser lançado pela Paramount. Eddie Murphy confirmou sua presença, pois queria terminar bem a série que lhe deu fama. A direção está há cargo de Brett Ratner (trilogia A Hora do Rush, X-Men 3). A produção negociou as participações de Judge Reinhold (intérprete de Rosewood nos três filmes da série) e com Josh Ashton (intérprete de Taggart nos dois primeiros filmes). O quarto filme Beverly Hills Cop: Axel F foi lançado em julho de 2024 pela Netflix.